# Natalia Molchanova
Natalia Vadimovna Molchanova (en russe : Наталья Вадимовна Молчанова), née le 8 mai 1962 à Oufa et morte le 2 août 2015  à Formentera, est une championne russe d'apnée sportive et ancienne présidente de la fédération russe d'apnée. Elle a obtenu 41 records mondiaux en plongée en apnée et 23 titres de championne du monde. Elle est la première femme au monde à avoir effectué une plongée en Poids Constant (CWT) de plus de 100 mètres, dès 2009 à Charm el-Cheikh (Égypte), puis lors des championnats du monde de Kalamata (Grèce) en 2011.

## Biographie
Molchanova est née à Oufa en 1962 et morte d'un accident de plongée le 2 août 2015 à Ibiza. Elle a un fils, Alexey, et une fille, Oksana.

## Carrière
Elle est la plus décorée de toutes les apnéistes avec un total de 41 records du monde. Elle a obtenu  20 médailles d'or individuelles et deux médailles d'or par équipe lors des championnats du monde de l'apnée. Lors des Championnats du Monde à Maribor, Slovénie 2007, son temps gagnant dans la discipline statique était meilleur que la médaille d'or masculine gagnante. Le 25 septembre 2009, elle est devenue la première femme à passer 100 mètres avec un poids constant, avec une descente à 101 mètres. Molchanova a également été la première femme à plonger en apnée à travers l'arche Blue Hole à Dahab, en Égypte. En 2009, elle est aussi devenue la première apnéiste, hommes et femmes confondus, à obtenir trois résultats, dans trois catégories différentes (profondeur, la longueur et le temps) avec plus de 100 points dans chacun selon les systèmes de point de notation internationales qui sont reconnues par AIDA International. En 2009 Molchanova établit cinq records du monde et rafle toutes les cinq médailles d'or aux deux Championnats du Monde AIDA individuels.
Elle a commencé sa carrière en natation, mais en semi-retraite depuis environ 20 ans après son premier accouchement. Elle a repris l'entraînement à l'âge de 40 ans, et est passée de la natation à la plongée en apnée. Sa première compétition d'apnée était les championnats russes de 2003 à Moscou, où elle a établi un record national. Son fils Alexey Molchanov est aussi un concurrent de premier plan de l'apnée. Contrairement à la plupart des apnéistes internationaux, ils vont à la mer seulement 3-4 fois par an, passant le reste du temps à pratiquer en piscine. Molchanova travaille comme instructeur de plongée en apnée à l'Université d'État russe de l'éducation physique, du sport, de la jeunesse et du tourisme.

## Disparition
Le 2 août 2015, elle disparaît en plongée au large de Formentera, une île des Baléares. Alors qu'elle donnait un cours de plongée privé aux alentours de 35 mètres de profondeur, elle échoue à refaire surface, peut-être à cause des forts courants sous-marins dans la zone et de l'absence de poids de plongée, qui auraient pu l'entraîner dans les profondeurs. Malgré le déploiement d'un hélicoptère et d'un robot sous-marin, son corps ne sera jamais retrouvé,,. Beaucoup de monde est très triste de sa disparition[réf. nécessaire].

## Records mondiaux
| Apnée | Record | Date              | Lieu                        |
| ----- | ------ | ----------------- | --------------------------- |
| FIM   | 91 m   | 21 septembre 2013 | Kalamata (Grèce)            |
| CNF   | 69 m   | 16 septembre 2013 | Kalamata (Grèce)            |
| STA   | 9:02"  | 28 juin 2013      | Belgrade (Serbie)           |
| DYN   | 234 m  | 28 juin 2013      | Belgrade (Serbie)           |
| DNF   | 182 m  | 27 juin 2013      | Belgrade (Serbie)           |
| CNF   | 68 m   | 25 avril 2013     | Dahab (Égypte)              |
| VWT   | 127 m  | 6 juin 2012       | Charm el-Cheikh (Égypte)    |
| CNF   | 66 m   | 8 mai 2012        | Dahab (Égypte)              |
| FIM   | 88 m   | 24 septembre 2011 | Kalamata (Grèce)            |
| CWT   | 101 m  | 22 septembre 2011 | Kalamata (Grèce)            |
| CWT   | 100 m  | 16 avril 2011     | Blue Hole (Bahamas)         |
| VWT   | 125 m  | 16 juin 2010      | Kalamata (Grèce)            |
| DYN   | 225 m  | 25 avril 2010     | Moscou (Russie)             |
| CNF   | 62 m   | 3 décembre 2009   | Blue Hole (Bahamas)         |
| FIM   | 90 m*  | 27 septembre 2009 | Sharm (Égypte)              |
| CWT   | 101 m* | 25 septembre 2009 | Sharm (Égypte)              |
| STA   | 8:23"  | 21 August 2009    | Aarhus (Danemark)           |
| DNF   | 160 m  | 20 août 2009      | Aarhus (Danemark)           |
| DYN   | 214 m  | 5 October 2008    | Lignano Sabbiadoro (Italie) |
| FIM   | 85 m   | 27 juillet 2008   | Crète (Grèce)               |
| CWT   | 95 m   | 25 juillet 2008   | Crète (Grèce)               |
| CNF   | 60 m   | 12 juin 2008      | Dahab (Égypte)              |
| FIM   | 82 m   | 10 juin 2008      | Dahab (Égypte)              |
| DNF   | 149 m  | 7 juillet 2007    | Maribor (Slovénie)          |
| STA   | 8:00"  | 6 juillet 2007    | Maribor (Slovénie)          |
| DYN   | 205 m  | 5 juillet 2007    | Maribor (Slovénie)          |
| FIM   | 80 m   | 3 juin 2006       | Dahab (Égypte)              |
| DYN   | 200 m  | 23 avril 2006     | Moscou (Russie)             |
| STA   | 7:30"  | 22 avril 2006     | Moscou (Russie)             |
| DNF   | 131 m  | 20 décembre 2005  | Tokyo (Japan)               |
| CNF   | 55 m   | 7 novembre 2005   | Dahab (Égypte)              |
| FIM   | 78 m   | 5 novembre 2005   | Dahab (Égypte)              |
| CWT   | 86 m   | 3 septembre 2005  | Villefranche (France)       |
| DNF   | 124 m  | 25 août 2005      | Renens (Suisse)             |
| STA   | 7:16"  | 25 août 2005      | Renens (Suisse)             |
| DYN   | 178 m  | 25 août 2005      | Renens (Suisse)             |
| DYN   | 172 m  | 24 avril 2005     | Moscou (Russie)             |
| DNF   | 108 m  | 23 avril 2005     | Moscou (Russie)             |
| DYN   | 155 m  | 25 avril 2004     | Moscou (Russie),            |
| DYN   | 150 m  | 26 mai 2003       | Limassol (Chypre)           |

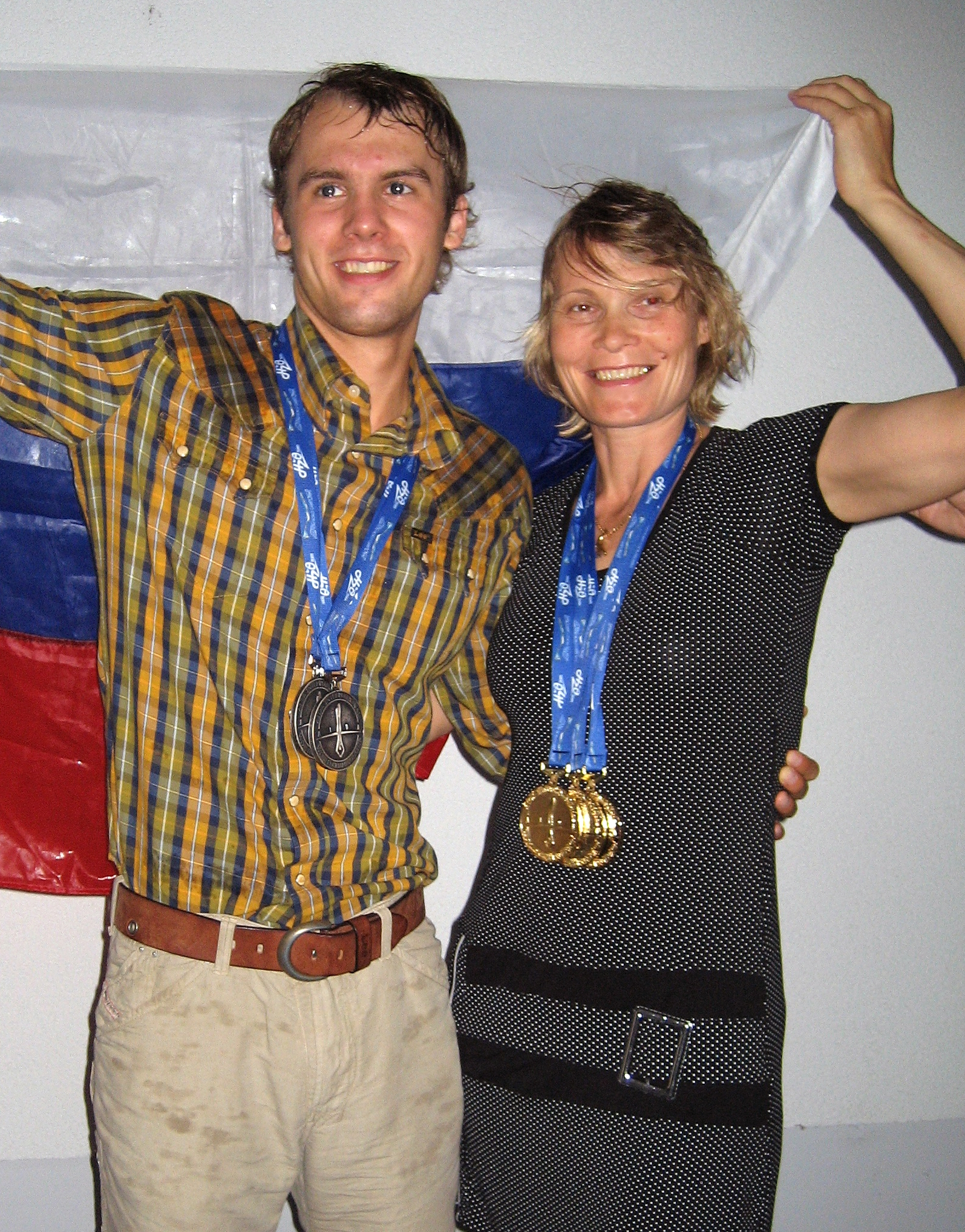
Alexey et Natalia Molchanova aux championnats du monde d'apnée 2007

Les deux records de 2009, 101 m et 90 m, ont été révoqués par sa fédération huit mois après avoir été établis. Ce fait est dû à la mise en vigueur de nouvelles règles, appliquées rétrospectivement.
Résumé :
- STA - 9 min 02 s.
- DYN - 234 m
- DNF - 182 m
- CWT - 101 m
- CNF - 69 m
- FIM - 91 m
- VWT - 127 m

Clarification :
- STA = Static apnea - Retenir sa respiration le plus longtemps possible.
- DYN = Dynamic apnea with fins - Plonger le plus loin possible avec palmes ou monopalme.
- DNF = Dynamic apnea without fins - Plonger le plus loin possible sans palmes.
- CWT = Constant weight with fins - Plonger le plus profond possible avec palmes ou monopalme.
- CNF = Constant weight without fins - Plonger le plus profond possible sans palmes.
- FIM = Free immersion - Plonger le plus profond possible en tirant à la main sur la corde, remonter idem.
- VWT = Variable weight apnea - Plonger le plus profond possible avec une gueuse, remonter à la corde ou avec palmes ou sans palmes.
- NLT = No-limits apnea - Plonger le plus profond possible avec une gueuse, remonter avec un ballon gonflé d'air, ou toutes autres techniques sans autre restriction qu'une ligne de mesure de la distance.

## Faits marquants
- Natalia Molchanova a commencé la plongée à l'âge de 40 ans.
- Le 8 mai 2012, le jour de ses 50 ans, Natalia a établi le record de plongée en profondeur sans palmes, atteignant 66 m. Le record précédent à 65 m avait été établi par l'Américaine Ashley Futral Chapman la veille et n'a ainsi pas duré plus d'une journée.
- Le 6 juin 2012, Natalia Molchanova et son fils Alekseï ont établi deux records en l'intervalle de quelques heures (127 m VWT et 125 m CWT respectivement). C'est sans doute un cas unique de records établis par une mère et son fils en un même jour.
- Au Championnat Mondial de plongée (individuel) de 2013 à Belgrade, Natalia est restée en apnée durant 9 minutes et 2 secondes. Ce résultat est supérieur de 3 secondes au meilleur résultat des hommes pendant cette même compétition.

## Dans la culture
L'histoire de sa vie inspire le film Un souffle réalisé par Elena Khazanova, sorti en 2020.